# 渡邊剛次郎
渡邊 剛次郎（わたなべ ごうじろう、1961年6月6日 - ）は、日本の海上自衛官。第46代横須賀地方総監。

## 略歴
千葉県出身。1985年（昭和60年）3月、防衛大学校を第29期（応用化学）で卒業し、海上自衛隊に入隊。職種は回転翼航空機操縦士。 2002年（平成14年）から2003年（平成15年）までの間、自衛隊インド洋派遣部隊に飛行隊長として参加。その後は海幕、統幕、航空隊などで勤務した。海将補に昇任後は、第22航空群司令、航空集団司令部幕僚長、海上幕僚監部防衛部長などを歴任した。
2016年（平成28年）7月、海将に昇任し、教育航空集団司令官に就任。2018年（平成30年）3月27日から第46代横須賀地方総監を務め、2019年（令和元年）12月20日に退官した。

## 年譜
- 1985年（昭和60年）3月：防衛大学校（第29期）卒業、海上自衛隊に入隊。
- 1999年（平成11年）7月1日：2等海佐
- 2002年（平成14年）7月19日：第124飛行隊長
- 2003年（平成15年）8月20日：海上幕僚監部副官
- 2004年（平成16年）1月1日：1等海佐
- 2005年（平成17年）8月22日：統合幕僚会議事務局第3幕僚室勤務
- 2006年（平成18年）3月27日：統合幕僚監部運用部運用第1課日米共同班長
- 2007年（平成19年）12月3日：舞鶴航空基地隊司令
- 2008年（平成20年）3月26日：第23航空隊司令
- 2009年（平成21年）
  - 3月25日：海上幕僚監部防衛部防衛課防衛調整官
  - 12月7日：海上幕僚監部防衛部防衛課長
- 2010年（平成22年）7月26日：海将補に昇任、第22航空群司令
- 2012年（平成24年）3月30日：海上幕僚監部総務部副部長
- 2013年（平成25年）8月22日：航空集団司令部幕僚長
- 2014年（平成26年）8月5日：海上幕僚監部防衛部長
- 2016年（平成28年）7月1日：海将に昇任、教育航空集団司令官
- 2018年（平成30年）3月27日：第46代 横須賀地方総監に就任
- 2019年（令和元年）12月20日：退職
- 2020年（令和02年）3月1日：三菱重工業株式会社顧問に就任[1]

## 参考資料
- 海上自衛隊横須賀地方隊公式HP総監挨拶
- 防衛省人事発令（2008～2009 1佐人事）（2010～2014将補人事） （2016～2019将人事）